# Francisco Javier Martín Sáez
Francisco Javier Martín Sáez, alias «el Niño Sáez» (4 de diciembre de 1980-14 de mayo de 2017), fue un delincuente español especializado en el atraco a negocios con el método del alunizaje. Se le atribuyen la comisión de numerosos atracos y la planificación de otros tantos, por los cuales fue detenido en múltiples ocasiones. Sáez murió asesinado el 14 de mayo de 2017 en un tiroteo callejero a plena luz del día, presuntamente a manos de un sicario contratado por un traficante a quien había sustraído droga.

## Biografía

### Primeros años
Francisco Javier Martín Sáez nació en el barrio madrileño de Villaverde el 4 de diciembre de 1980, hijo de un militar español, aunque creció en el barrio de Puerta del Ángel. Antes de dedicarse al crimen organizado, cursó estudios en el colegio Santa Cristina de Madrid.

### Trayectoria delictiva
Sáez cometió sus primeros delitos cuando tenía 11 años, generalmente hurtos de poca monta. Con el paso de los años, se especializó en el método del alunizaje para atracar joyerías y otras tiendas, de las cuales sustraía dinero u objetos de valor que luego revendía en el mercado negro. Paralelamente, también adquirió experiencia como butronero. Desde el año 2000 dirigía su propia organización criminal, dedicada al robo de coches de alta gama, a asaltar camiones para luego revender la mercancía que transportaban y a forzar cajas fuertes con lanza térmica, además de los robos en establecimientos comerciales con alunizaje o butrón. En las últimas etapas de su trayectoria delictiva, Sáez entró también en el negocio ilícito de los robos de estupefacientes a narcotraficantes, llamados «vuelcos» en el argot callejero. Su atraco de mayor relevancia tuvo lugar en noviembre de 2011, fecha en la que robó unos 170 kilos de droga (cocaína, heroína y pastillas) del depósito judicial de Málaga.
En el marco de la Operación Bravo, acontecida en 2005, Sáez fue detenido por sus asaltos a camioneros y por sus alunizajes en tiendas, entre otros delitos. Después de la citada operación, volvió a ser arrestado por otros atracos, el más notorio de ellos en 2013, cuando la policía frustró uno de sus robos en una joyería de Madrid. En total, fue detenido aproximadamente 40 veces y se le imputaron 70 delitos, relacionados con el tráfico de drogas, el blanqueo de capitales y los robos con fuerza, entre otros cargos.

### Fallecimiento
Sáez fue asesinado a las 11:30 del 14 de mayo de 2017 en la calle Laín Calvo de Madrid, a manos de un desconocido. Aprovechando que su víctima caminaba desprevenida hacia su automóvil, el asesino se le acercó para dispararle tres veces con una pistola silenciada de calibre 9 mm. Malherido, Sáez avanzó tambaleándose por la calle durante un breve espacio de tiempo, hasta desplomarse frente al portal número 24 de la calle Juan Tornero a causa de la gravedad de sus heridas; poco después entró en parada cardiorrespiratoria. Posteriormente, la autopsia del cadáver atribuyó su muerte al disparo que recibió en el pecho, el cual atravesó el pulmón y parte de la arteria aorta. Las investigaciones policiales apuntaron a un narcotraficante colombiano, a quien Sáez había sustraído droga, como el responsable de contratar a un asesino a sueldo que acabó con su vida, si bien esta hipótesis no había sido todavía confirmada a fecha de mayo de 2017.

## Fortuna
Según las estimaciones de las autoridades españolas, Sáez acumuló unos 50 millones de euros en dinero negro a lo largo de su carrera criminal. Al parecer, invirtió buena parte de dicha fortuna en la compra de inmuebles de lujo en Marruecos, acciones en Bolsa y vehículos de alta gama, entre otros bienes, que registraba a nombre de testaferros para evitar su confiscación por parte de la Justicia española. Asimismo, empleó su dinero en obras benéficas a favor de personas y familias desfavorecidas de su barrio natal.